# Obóz jeniecki na wyspie Haruku
Obóz jeniecki na wyspie Haruku – obóz jeniecki z okresu II wojny światowej, urządzony przez Cesarską Armię Japońską na wyspie Haruku w archipelagu Moluków.
Obóz funkcjonował od maja 1943 roku do sierpnia 1944 roku. Osadzono w nim 2071 brytyjskich i holenderskich jeńców wojennych. Byli oni wykorzystywani w charakterze siły roboczej przy budowie lotniska wojskowego. Obóz na Haruku był uznawany za jeden z najgorszych japońskich obozów jenieckich. Na skutek chorób, niedożywienia i złego traktowania, a także na pokładach japońskich „piekielnych statków” zginęło 1021 jeńców, a więc blisko 50%.

## Historia

### Utworzenie obozu
4 maja 1943 roku, po ponad dwutygodniowej podróży drogą morską, na wyspę Haruku w archipelagu Moluków dotarł kontyngent alianckich jeńców wojennych. Było ich 2071, w tym ponad 1700 Brytyjczyków (w większości żołnierzy RAF) i około 350 Holendrów. Wszystkich przetrzymywano uprzednio w japońskich obozach jenieckich na Jawie. Do wyjazdu na Haruku zakwalifikowała ich japońska wojskowa komisja lekarska. Najstarszym rangą wśród jeńców był brytyjski oficer, Sqn Ldr  W. Pitts.
Podróż z Jawy na Haruku odbywała się w bardzo ciężkich warunkach. Jeńcy, których stłoczono w ładowniach dwóch statków, cierpieli na skutek ścisku, zaduchu i złego wyżywienia. Pod byle pretekstem bito ich lub kopano. Wszyscy przeżyli podróż, wielu jednak zachorowało lub dotarło na Haruku w stanie wycieńczenia. Już podczas rejsu odnotowano pierwsze przypadki dyzenterii.
W momencie przybycia jeńców obóz nadal znajdował się w fazie budowy. Znajdowały się tam tylko dwie niewykończone chaty, pozbawione ścian i pokryte przeciekającymi dachami. Funkcję latryn pełniły rowy wykopane w ziemi. Sytuację pogarszał fakt, że obóz ulokowano na podmokłym terenie. Jeńcy wspominali, że musieli brodzić w błocie, które sięgało im do kostek. Jako że jenieckie chaty były pozbawione podłóg, jeńcy – nie wyłączając pacjentów obozowego szpitala – musieli spać na matach, które błyskawicznie nasiąkały wodą. W chatach zdołano zresztą ulokować jedynie około 200 żołnierzy, pozostali musieli przez pewien czas sypiać pod gołym niebem, na podmokłym gruncie. W tych warunkach było niemożliwym odizolowanie chorych na dyzenterię. Obozową kuchnię udało się uruchomić dopiero 9 maja. Niektórzy jeńcy pierwszy posiłek otrzymali dopiero 36 godzin po przybyciu na Haruku.
12 maja zmarł pierwszy jeniec.

### Przymusowa praca
Jeńców przywieziono na Haruku, aby pracowali przy budowie japońskiego lotniska wojskowego. Prace rozpoczęto 10 maja. Plac budowy leżał w odległości nieco ponad trzech kilometrów od obozu. Była to niewielka dolina, położona między dwoma wzgórzami, które jeńcy obdarzyli mianem „wielbłądzich garbów”. Zadaniem jeńców było ścięcie wierzchołków obu wzgórz, a następnie zasypanie dolinki i wyrównanie w ten sposób gruntu pod lotnisko. Zgodnie z japońskimi wytycznymi na lotnisku miało pracować 1200 jeńców, których podzielono na dwie sześćsetosobowe grupy robocze.
Początkowo przy budowie lotniska nie wykorzystywano żadnego ciężkiego sprzętu budowlanego. Jeńcy pracujący na wzgórzach mieli do dyspozycji jedynie 300 prymitywnych młotów i dłut, natomiast ich koledzy pracujący przy zasypywaniu doliny byli zmuszeni przenosić urobek przy użyciu wiklinowych koszy. Plac budowy znajdował się na otwartym, nieosłoniętym terenie, stąd w zależności od pogody jeńcy przez wiele godzin pracowali w promieniach tropikalnego słońca lub w strugach deszczu. Nie mieli także odzieży roboczej. Wielu poważnie skaleczyło stopy o odłamki pokruszonego koralowca. Wielu innych czasowo lub permanentnie straciło wzrok, pracując na słońcu bez okularów ochronnych.

### Japońska załoga
Stanowisko komendanta pełnił por. Hideichi Kurashima. O ile podczas służby w obozach na Jawie cieszył się wśród jeńców dość dobrą opinią, o tyle na Haruku okazywał niemal całkowity brak zainteresowania wypełnianiem swych obowiązków.
W konsekwencji obozem kierowali na co dzień japoński sierżant Masao Mori oraz jego koreański tłumacz Yoshikichi Kasiyama. Jeńcy obdarzyli ich przydomkami Blood i Slime. Obaj traktowali jeńców z wielkim okrucieństwem. Mori lubował się w biciu swoich ofiar przy użyciu bambusowej pałki, podczas gdy ulubionym narzędziem Kasiyamy był grubo wiązany sznur. Już podczas pierwszego apelu Mori pobił brytyjskich oficerów, którzy usiłowali mu wytłumaczyć, że wielu jeńców nie będzie w stanie podjąć pracy z powodu złego stanu zdrowia.
O ile Mori pod byle pretekstem znęcał się nad jeńcami, o tyle paradoksalnie zależało mu na zyskaniu ich uznania. Zdarzało się, że pobiwszy jeńca, wręczał mu następnie prezent w postaci dodatkowej żywności lub papierosów. Brytyjscy jeńcy-lekarze doszukiwali się przyczyn jego gwałtowności i zmiennych nastrojów w zaburzeniach psychicznych spowodowanych postępującym syfilisem.

### Warunki bytowe i traktowanie
Po 9 maja, kiedy to uruchomiono obozową kuchnie, jeńcom wydawano dwa posiłki dziennie. Na śniadanie otrzymywali wyłącznie gotowany ryż, na kolację – ryż z dodatkiem warzyw. Wysokość racji żywnościowych była dalece niewystarczająca. Dopiero po pewnym czasie Japończycy zgodzili się uzupełnić jeniecką dietę o banany, orzechy kokosowe i soję.
Japończycy ogłosili, że jeńcy niezdolni do pracy będą głodować. Czterech Brytyjczyków, którzy przyznali się do zjedzenia bananów ofiarowanych przez tubylców, ukarano wielogodzinnym klęczeniem na pokruszonych kamieniach. Piąty, który nie przyznał się do „winy”, został najpierw pobity przez Moriego, a następnie zmuszono blisko setkę jeńców, aby każdy wymierzył „winowajcy” policzek. Jeśli Mori uznał, że cios był zbyt słaby, taki jeniec również był bity.
Mori nie zezwolił jeńcom na przeniesienie latryn bliżej morza. Nie mogli oni nawet myć w morzu swoich naczyń kuchennych. W konsekwencji w czasie intensywnych deszczów rowy pełniące funkcję latryn przelewały się, a ekskrementy pływały po całym obozie. Poważnym problemem było zdobycie wody zdatnej do picia. Jeńcy musieli gromadzić deszczówkę lub gotować wodę zaczerpniętą z rzeki, która przepływała niedaleko obozu. Japończycy nie zezwolili przy tym na czerpanie wody z jej dalszych odcinków, mniej narażonych na zanieczyszczenie. Jeńcom we znaki dawała się także plaga much.
Złe traktowanie i fatalne warunki bytowe powodowały, że jeńcy błyskawicznie tracili siły. Do 20 maja, a więc w ciągu zaledwie dwóch tygodni od przybycia jeńców na Haruku, zmarło 15 żołnierzy, a zaledwie 600 pozostawało zdolnych do pracy. Bardzo szybko wybuchła epidemia dyzenterii. Pod koniec maja odnotowano pierwsze przypadki pelagry i szkorbutu. W obozie szerzyły się ponadto rozmaite choroby skóry, w tym tropikalne owrzodzenia. W szczytowym momencie w obozowym szpitalu przebywało ponad 1300 jeńców, a wielu innych musiało codziennie udawać się tam na opatrunek. Do końca czerwca zmarło 189 jeńców, większość z powodu dyzenterii. Do końca lipca liczba ofiar wzrosła do 243. Zmarłych początkowo grzebano w trumnach, lecz ich liczba szybko stała się tak duża, że Japończycy rozkazali, aby grzebać zwłoki w workach po ryżu.
Lekarze-jeńcy dokonywali heroicznych wysiłków, aby nieść pomoc swoim pacjentom. Środki którymi dysponowali były jednak bardzo skromne. Lekarstwa, które przywieźli z Jawy, skończyły się już 15 maja. Japoński lekarz Kuranosuke Shimada, który okazyjnie odwiedział obóz, okazywał niewielkie zainteresowanie losem jeńców. Brytyjskim lekarzom wydzielił jedynie niekompletny zestaw narzędzi chirurgicznych – w niektórych wypadkach uszkodzonych, a także sześć rolek bandaży oraz niewielkie ilości jodoformu i soli fizjologicznej. Obozowy szpital był znany wśród jeńców jako „chata śmierci”. Najciężej chorzy pacjenci musieli leżeć na bambusowych pryczach, we własnych odchodach, pokryci rojami robactwa. Co więcej, Mori nie zezwolił na wydzielenie odrębnej grupy roboczej, złożonej z pielęgniarzy i szpitalnych pomocników. W konsekwencji musieli oni pracować przez cały dzień na lotnisku, a posługę w szpitalu mogli pełnić jedynie w godzinach nocnych. Lekarze-jeńcy byli zmuszeni improwizować, na przykład leczyć tropikalne wrzody przy użyciu mikstury sporządzonej z kredy, oleju palmowego i japońskiego proszku do zębów. Na bazie sfermentowanego ryżu produkowali także specyfik, który uzupełniał niedobór witamin w organizmie i tym samym zapobiegał beri-beri lub zapaleniu nerwu wzrokowego.
Liczba jeńców zdolnych do pracy gwałtownie malała. Pewnego dnia w czerwcu zaledwie 120 jeńców było w stanie podjąć pracę na lotnisku. Mori przeszukał wtedy obóz i zmusił do „lżejszych robót” 95 chorych, których arbitralnie uznał za zdolnych do pracy. W ramach „zachęty” podniósł również dzienną rację żywnościową pracujących oraz otworzył dla nich kantynę, w której mogli nabywać owoce, jajka, suszoną rybę i papierosy. Jednocześnie wstrzymano dostawy owoców do obozowego szpitala. Zgoda na zakup w kantynie żywności dla pacjentów była uzależniona od dobrej woli sierżanta.

### Poprawa sytuacji w obozie
5 września 1943 roku liczba zmarłych jeńców sięgnęła 284. Niemniej sytuacja w obozie zaczęła się wkrótce poprawiać. Po wielu prośbach Mori zezwolił na wybudowanie nowych latryn nad brzegiem morza, co poprawiło stan higieny w obozie. W październiku na Haruku przysłano nowy kontyngent jeńców. Był on złożony z około tysiąca Holendrów, którzy uprzednio pracowali przy budowie lotniska na wyspie Seram. Ich przybycie pozwoliło przyspieszyć prace na lotnisku i wywarło korzystny wpływ na morale „starych” jeńców. Do października udało się także opanować epidemię dyzenterii, aczkolwiek jeńcy nadal licznie umierali na skutek pelagry i beri-beri.
W kolejnych miesiącach w obozie nastąpiły duże zmiany. Z pomocą nowo przybyłych jeńców zbudowano nowy szpital z trzema salami, nowe chaty mieszkalne, a także studnię i drogi z rowami melioracyjnymi. Japończycy zezwolili także jeńcom na uprawę ogródków warzywnych oraz na zainstalowanie piecyków do gotowania w chatach mieszkalnych.
W listopadzie Japończycy przychylili się do próśb Pittsa i zgodzili się ewakuować z Haruku najciężej chorych jeńców. Decyzja ta miała jednak tragiczne konsekwencje. Chorych przeniesiono najpierw na pobliski Ambon, skąd następnie 550 Brytyjczyków i Holendrów zabrano na Jawę na pokładzie statku „Suez Maru”. 29 listopada, cztery dni po opuszczeniu portu, statek został storpedowany przez amerykański okręt podwodny USS „Bonefish”. Ci jeńcy, którzy przeżyli jego zatonięcie, zostali wymordowani ogniem broni maszynowej przez załogę japońskiego trałowca. Żaden nie ocalał. Z kolei 280 pacjentów z Haruku, których ewakuowano na pokładzie innego statku, dotarło 21 grudnia na Jawę.
Począwszy od połowy stycznia 1944 roku nie odnotowywano już przypadków dyzenterii, a liczba zgonów utrzymywała się na poziomie 1–2 tygodniowo. Pogorszyło się jednak wyżywienie, co przełożyło się na wzrost liczby przypadków awitaminozy.

### Epilog
W listopadzie 1943 roku budowa lotniska została zakończona. Począwszy od grudnia, było ono kilkukrotnie atakowane przez alianckie lotnictwo, co przyniosło także ofiary wśród jeńców. W lipcu 1944 roku Japończycy przystąpili do stopniowej likwidacji obozu. Ostatnia grupa jeńców, którą dowodził Flt Lt Leslie Audus, opuściła Haruku 1 sierpnia.
Około 500 jeńców przeniesiono na stałe na Ambon. Pozostałych czekała jednak dramatyczna podróż na Jawę. Po krótkim pobycie na Ambonie około 500 Brytyjczyków i Holendrów wypłynęło 17 września na pokładzie statku „Maros Maru”. Jeńców stłoczono na pokładzie jednostki, bez żadnej osłony przed promieniami słońca. Dzienna racja wody wynosiła ćwierć litra na osobę. Dopiero, gdy trzydziestu jeńców zmarło z powodu pragnienia lub udaru słonecznego, Japończycy zgodzili się rozwinąć nad pokładem płócienny dach. 21 września statek dobił do brzegów wyspy Muna nieopodal Celebesu, skąd zabrał jeszcze 128 jeńców (według innych źródeł – około 150). Po postoju w porcie Makasar na Celebesie statek wyruszył w morze, lecz z powodu awarii maszyn musiał na blisko 40 dni zakotwiczyć przy brzegu jednej z wysp. W międzyczasie jeńcy, wyczerpani dotychczasowym pobytem w niewoli, masowo umierali z powodu upału, pragnienia i chorób. Wielu pragnienie doprowadziło do utraty zmysłów. Japońska załoga nie czyniła nic, aby poprawić los jeńców, co więcej, marynarze traktowali jeńców bardzo brutalnie. Do portu docelowego, którym była Surabaja, statek zawinął dopiero 23 listopada (według innych źródeł – 26 listopada). Ponad 70-dniowy rejs przeżyło tylko 325 jeńców.
Lotnisko na Haruku nie odegrało większej roli podczas działań wojennych.

### Ofiary

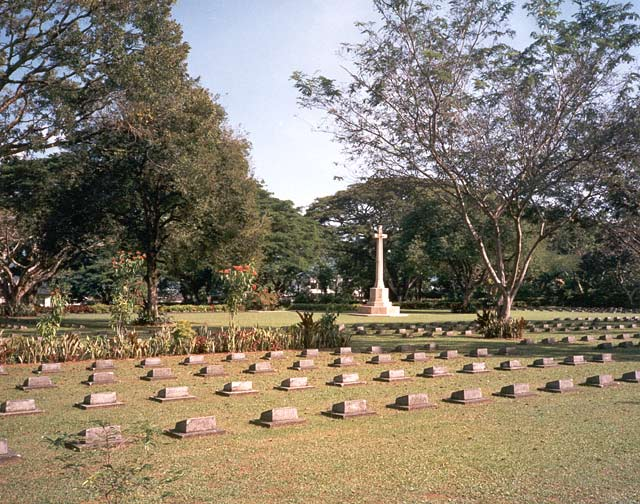
Cmentarz wojenny na Ambonie, na którym spoczywają także jeńcy zmarli na Haruku

Obóz na Haruku zdobył sobie sławę jednego z najgorszych japońskich obozów jenieckich. Spośród 2071 osadzonych w nim Brytyjczyków i Holendrów zmarło lub zginęło 1021, a więc blisko 50%. 386 jeńców zmarło bezpośrednio na Haruku, a 635 na pokładach japońskich „piekielnych statków” lub w obozach przejściowych.
W ocenie ocalałych tak duża liczba ofiar była spowodowana przede wszystkim całkowitą obojętnością Japończyków na los jeńców. O ile w ciągu pierwszych pięciu miesięcy zmarło 334 alianckich żołnierzy, o tyle stosunkowo mało skomplikowane działania zaradcze, o których podjęcie od początku apelowali brytyjscy oficerowie (m.in. przeniesienie latryn bliżej morza, zgoda na uprawę ogródków warzywnych), spowodowały, że w ciągu kolejnych dziewięciu miesięcy liczba ofiar ograniczyła się do 52. Postępowanie Japończyków było nie tylko zbrodnicze, lecz również krótkowzroczne, gdyż na skutek niedożywienia i chorób jeńcy błyskawicznie tracili siły, co opóźniło budowę lotniska.
Po zakończeniu wojny zwłoki jeńców zmarłych na Haruku ekshumowano i przeniesiono na Ambon, gdzie spoczęły na alianckim cmentarzu wojennym.

## Odpowiedzialność sprawców
Po kapitulacji Japonii niektórzy oficerowie i strażnicy, odpowiedzialni za nieludzkie traktowanie jeńców z obozu na Haruku zostali pociągnięci do odpowiedzialności karnej. W lipcu 1946 roku aliancki trybunał wojskowy w Singapurze skazał kpt. Hideichiego Kurashimę, sierż. Masao Moriego i doktora Kuranosukego Shimadę na karę śmierci przez powieszenie. Ten sam wyrok usłyszał ppłk Sanso Anami, zwierzchnik wszystkich obozów jenieckich na Molukach. Zasądzone wyroki zostały wykonane. 
Tłumacz Yoshikichi Kasiyama został w tym samym procesie skazany na dożywotnie więzienie. Dwaj koreańscy strażnicy, Ginjiro Toyoda i Kankon Kanekado, usłyszeli natomiast wyrok 10 lat pozbawienia wolności.